# Gangway (Zeitschrift)
Gangway ist ein internationales Kulturmagazin aus Österreich und Australien, das von 1996 bis 2020 online und in Print im Gangan Verlag erschien. Gründer und Herausgeber ist Gerald Ganglbauer.

## Geschichte
Am 1. Juni 1996 erschien in Wien, Graz und Sydney das Internetmagazin Gangway als eines der ersten Journale im damals noch ganz neuen Medium. Ursprünglich in vierteljährlicher Erscheinungsweise, gibt es mittlerweile über 45 Ausgaben online, sowohl in deutscher, als auch in englischer Sprache. Das Magazin hat seinen Schwerpunkt auf Exilautoren und Auswanderern (wie dem Herausgeber selbst), die zeitgenössische Literatur, Gedichte, Kurzgeschichten und experimentelle Prosa „aus der Fremde“ präsentieren. Gangway wird digital sowohl von DILIMAG (Digitale Literaturmagazine) an der Universität Innsbruck, als auch von der Australischen Nationalbibliothek in Canberra archiviert.

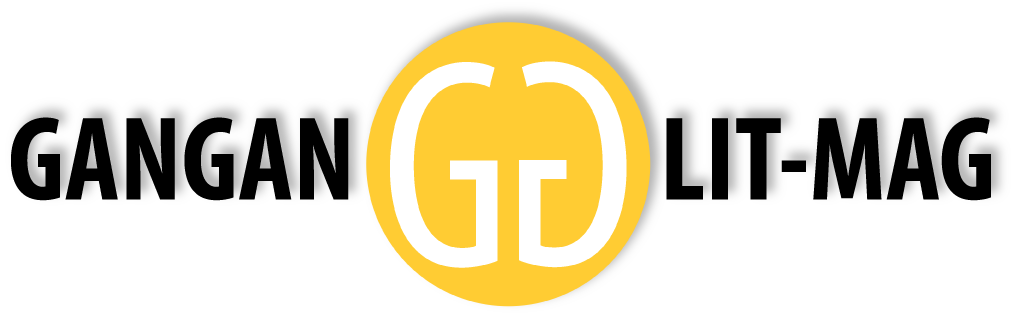
Gangan Literaturmagazin

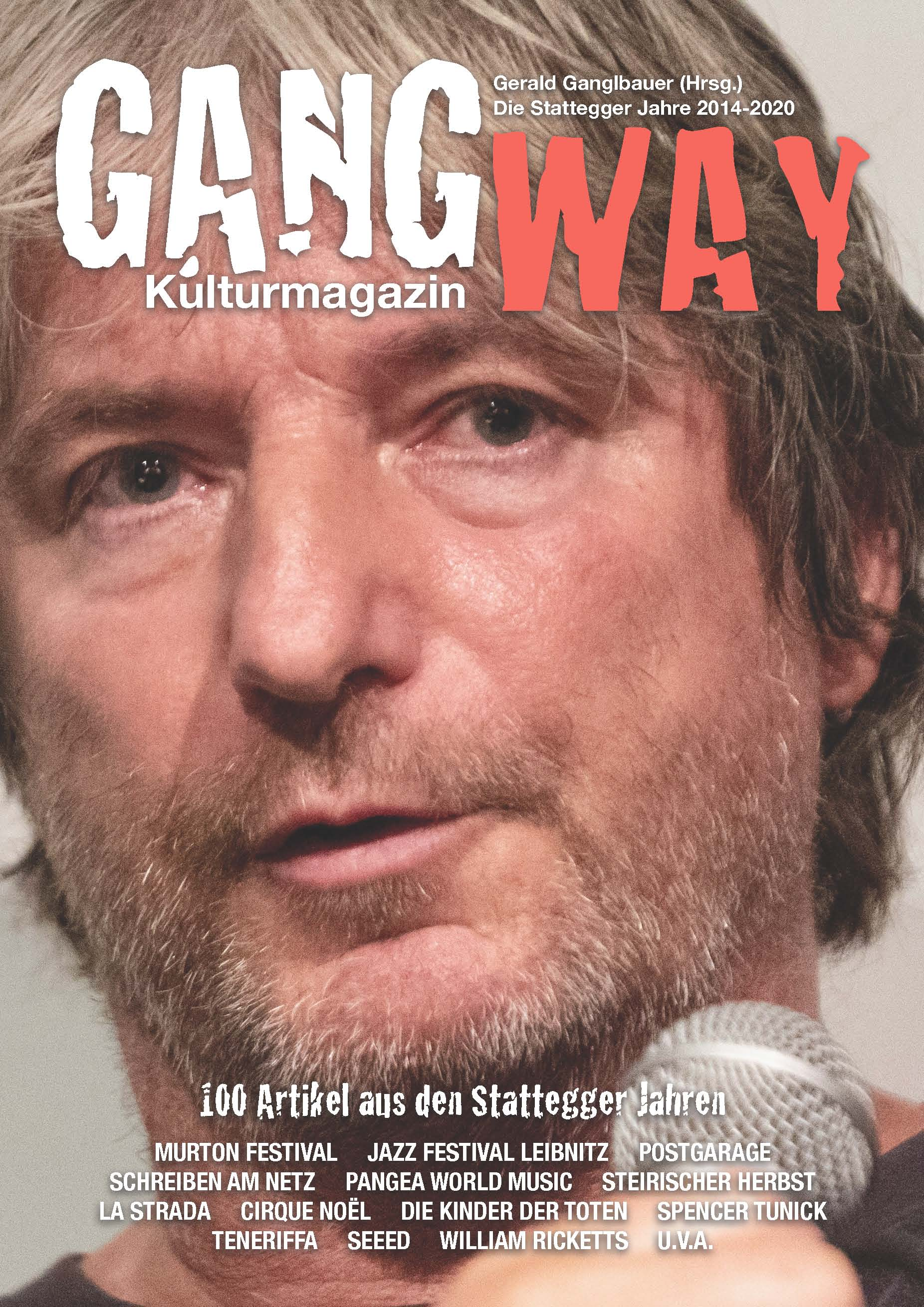
Gangway Kulturmagazin. Die Stattegger Jahre

Nach dem Erscheinen der Jubiläumsausgabe Gangway #32 – 20 Jahre Gangan Verlag, die im Literaturhaus Graz im Juni 2004 gefeiert wurde, wechselte der österreichisch-australische Doppelstaatsbürger Ganglbauer das Konzept: „Online Magazine gibt es mittlerweile viele; und sie kommen und gehen. In einer sich rasch verändernden virtuellen Welt scheint es unabdingbar, sich schärfer zu definieren. Der generelle Schwerpunkt von Gangway wird daher von zweisprachigen Australiern und Österreichern auf all jene internationalen AutorInnen verschoben, die im Ausland oder im Exil leben; vorausgesetzt, sie schreiben auf – oder sind übersetzt in – Deutsch oder Englisch.“ Seither werden thematisierte Ausgaben in unregelmäßiger Erscheinungsweise von Gastherausgebern betreut. Buchbesprechungen, Interviews und aktuelle Sonderthemen wurden ebenfalls nach wie vor von Zeit zu Zeit veröffentlicht. Im Jahr 2009 wurde Twitter integriert und ein ursprünglich auf Yahoo Groups betriebenes „Schriftsteller Kaffeehaus“ (Diskussionsforum) durch eine Facebook-Seite ersetzt.
2012 erfolgte im Zuge einer völligen Neugestaltung des Webauftrittes sowie auch aufgrund des Umzuges Gerald Ganglbauers von Australien nach Österreich eine Neustrukturierung des Magazins in vier Sektionen: Zur neuen Literatur (Magazine) und Besprechungen neuer Bücher (Book Reviews) kam nun ein einem Blog ähnliches Feuilleton (Specials) mit laufend aktuell geposteten Kulturberichten, sowie eine Sektion neuer Musik (Music Reviews), in der das Magazin alternative Musiker und Indie Bands vorstellt, alles von Jazz bis Rock und sogar Pop. Damit wurde aus dem ursprünglichen Literaturmagazin ein modernes Kulturmagazin.
Im Jahr 2016, nach 20 Jahren des Erscheinens, wurde Gangway Magazine wieder umgebaut und das neu gestaltete Literaturmagazin Gangan Lit-Mag (Primärliteratur, neue Texte, neue Domain gangan.at) aus dem Gangway Magazin (Kulturjournalismus, neue Domain gangway.at) ausgegliedert. Ganglbauer kündigte in einer Presseaussendung jedoch an, das Literaturmagazin aus Krankheitsgründen mit der 50. Ausgabe (Herbst 2017) einzustellen, sollten sich keine Gastherausgeber finden.
2021 erschien Gangway Kulturmagazin: Die Stattegger Jahre in Print auf 164 großformatigen Seiten mit den letzten 100 deutschsprachigen Artikeln. Danach wurde das Kulturmagazin wegen wachsender Einschränkungen des Herausgebers aufgrund der Parkinson-Krankheit eingestellt.

## Autoren
Unter den bislang veröffentlichten Autoren sind die Österreicher Reinhold Aumaier, Lucas Cejpek, Manfred Chobot, Josef Haslinger, Margret Kreidl und Erika Kronabitter sowie die Australier Michael Crane, Antigone Kefala und Ania Walwicz. In Gangway erschienen auch Erstveröffentlichungen von Übersetzungen, wie von der australischen Autorin Amanda Stewart und der österreichischen Dichterin Ingeborg Bachmann. Eine vollständige Liste aller Gangway Autorinnen und Autoren ist online einsehbar.

## Redaktion

### Herausgeber
- Gerald Ganglbauer (Stattegg-Ursprung), Literatur, Feuilleton und Musikredakteur
- Petra Ganglbauer (Burgenland und Wien), Buchredakteurin

### Mitarbeiter (Redakteure)
- Andrea Bandhauer (Sydney), Mitherausgeberin von 1998 bis 2000
- Lisa Fischnaller (Linz), Redakteurin von 1999 bis 2003
- Mike Markart (Steiermark), Redakteur von 1999 bis 2003
- Clare Moss (Sydney), Redakteurin 2001

### Mitarbeiter (Rezensenten)
- Günther Höfler (Graz)
- Peter Paul Wiplinger (Wien)
- Gerwalt Brandl (Wien)
- Waltraud Seidlhofer (Wien)
- Ronald Pohl (Wien)
- Günter Vallaster (Wien)
- Norbert Sternmut (Ludwigsburg)
- Erika Kronabitter (Vorarlberg)
- Sophie Reyer (Wien)
- Michael Matzer (Deutschland)
- Heike Rau (Deutschland)
- Hannah Sideris (Wien)
- Matthias Hagedorn (Deutschland)
- Joachim W. Münch (Deutschland)
- Angelika Fremd (Sydney und Bali)
- Phil Brown (Australien)
- Elizabeth Kelly (Australien)
- Arne Sjostedt (Canberra)
- Ruark Lewis (Sydney)
- Ian Maxwell (Sydney)
- Stephen Nicholas (Australia)
- Heidi Sullivan (Australia)

### Gastherausgeber
- Shane Jesse Christmass (Newcastle), Gastherausgeber 2002
- Hop Dac (Newcastle), Gastherausgeber 2002
- Cyril Wong (Singapur), Gastherausgeber 2005
- Tatjana Lukic (* 1959; † 2008 Canberra), Gastherausgeberin 2005/2006
- Gabriele Pötscher (Graz), Gastherausgeberin 2007
- Walter W. Hölbling (Graz), Gastherausgeber 2007
- Andrea Ghoneim-Rosenauer (Wien/Kairo), Gastherausgeberin 2008
- Michael Haeflinger (Berlin), Gastherausgeber 2009
- Helen Lambert (Sydney/Dublin), Gastherausgeberin 2010
- Andrew Madigan (Al Ain, VAE), Gastherausgeber 2011
- Karin Seidner (Wien), Gastherausgeberin 2012
- Bev Braune (Sydney), Gastherausgeberin 2014
- Max Höfler (Graz), Gastherausgeber 2018